# Clark Gregg
Robert Clark Gregg (ur. 2 kwietnia 1962 w Bostonie) – amerykański aktor, scenarzysta i reżyser. Odtwórca roli agenta Phillipa J. Coulsona w filmach Filmowego Uniwersum Marvela: Iron Man (2008), Iron Man 2 (2010), Thor (2011), Avengers (2012) i Kapitan Marvel (2019), a także w serialach – ABC Agenci T.A.R.C.Z.Y. (2013–2020) i Disney+ A gdyby…? (2021). Gregg użyczył również głosu Philowi Coulsonowi w serialu animowanym Mega Spider-Man (2012–2017) oraz w grach wideo – Lego Marvel Super Heroes (2013) i Lego Marvel’s Avengers (2016).

## Życiorys

### Wczesne lata
Urodził się w Bostonie w Massachusetts jako syn Mary Layne (z domu Shine) i Roberta Clarka Gregga seniora, pastora episkopalnego i profesora Uniwersytetu Stanforda. Jego rodzina miała korzenie irlandzkie, angielskie, niemieckie i szwajcarskie. Ponieważ jego rodzina często się przeprowadzała, w wieku 17 lat mieszkał w siedmiu miastach. Uczęszczał do liceum w Chapel Hill w Karolinie Północnej, gdzie jego ojciec był profesorem na pobliskim Duke University. Był piłkarzem w college’u, dopóki nie zwichnął kciuka. Przez dwa lata studiował na Ohio Wesleyan University, zanim przeniósł się na nowojorski Manhattan. Pracował w barze, jako ochroniarz w Muzeum Guggenheima w Nowym Jorku i parkingowy w restauracji. W 1986 ukończył Tisch School of the Arts na New York University, gdzie uczył się teatru i angielskiego.

### Kariera
W 1987 wystąpił w off-broadwayowskim spektaklu Fun. W 1988 zagrał Jacka w inscenizacji off-broadwayowskiej Życie chłopców w reż. Williama H. Macy’ego. W 1989 zadebiutował na Broadwayu jako porucznik Jack Ross w sztuce Aarona Sorkina Ludzie honoru. W 1991 spróbował swoich sił jako reżyser przedstawienia Odległe pożary.
Po raz pierwszy trafił na ekran jako inspicjent w komediodramacie kryminalnym Davida Mameta Fortuna kołem się toczy (Things Change, 1988) z Donem Ameche. Gościł na małym ekranie w serialach: Prawo i porządek (1991), Inny świat (1991–1992), Kroniki młodego Indiany Jonesa (1993), Dotyk anioła (1996), Seks w wielkim mieście (2000), Kancelaria adwokacka (2000), Prezydencki poker (2001–2004) i Will & Grace (2003). Jako Hank / Henrietta Rossi w komedii Przygody Sebastiana Cole (1998) był nominowany do Independent Spirit Awards. Zdobywca nagrody NBR Award za rolę Douga Mackenzie w komedii Davida Mameta Hollywood atakuje (ang. State and Main, 2000). Za występ jako Lord High Charlie w reżyserowanej przez siebie komedii Udław się (2008) otrzymał Nagrodę Specjalną Jury: dramat, praca zespołu obsady na Sundance Film Festival. Rola agenta Phillipa Coulsona w filmie Filmowego Uniwersum Marvela Avengers (2012) przyniosła mu Nagrodę Saturna w kategorii najlepszy aktor drugoplanowy.

## Życie prywatne
21 lipca 2001 ożenił się z Jennifer Grey, z którym ma córkę Stellę (ur. 3 grudnia 2001). Gray i Gregg, po 19 latach małżeństwa, rozwiedli się 16 lutego 2021.
Zdobył czarny pas w brazylijskim jiu-jitsu.

## Filmografia

### Filmy
| Rok  | Tytuł                                        | Rola                  | Uwagi                               |
| ---- | -------------------------------------------- | --------------------- | ----------------------------------- |
| 1988 | Fortuna kołem się toczy                      | inspicjent            |                                     |
| 1989 | Projekt Manhattan                            | Douglas Panton        |                                     |
| 1992 | Lana in Love                                 | Marty                 |                                     |
| 1994 | Ride Me                                      | Jake Shank            |                                     |
| 1994 | Kocham kłopoty                               | Darryl Beekman Jr.    |                                     |
| 1994 | Stan zagrożenia                              | sierżant              |                                     |
| 1995 | Podejrzani                                   | dr Walters            |                                     |
| 1995 | Above Suspicion                              | Randy                 |                                     |
| 1997 | Hiszpański więzień                           | snajper FBI           |                                     |
| 1997 | The Last Time I Committed Suicide            | policjant nr 1        |                                     |
| 1997 | Six Ways to Sunday                           | Benjamin Taft         |                                     |
| 1998 | Przygody Sebastiana Cole                     | Hank/Henrietta Rossi  |                                     |
| 1999 | Magnolia                                     | dyrektor piętra WDKK  |                                     |
| 2000 | Hollywood atakuje                            | Doug Mackenzie        |                                     |
| 2001 | A.I. Sztuczna inteligencja                   | Supernerd             |                                     |
| 2001 | Lovely & Amazing                             | Bill                  |                                     |
| 2002 | Zdjęcie w godzinę                            | Det. Paul Outerbridge |                                     |
| 2002 | Byliśmy żołnierzami                          | kpt. Tom Metsker      |                                     |
| 2003 | Northfork                                    | pan Hadfield          | niewymieniony w obsadzie            |
| 2003 | 11:14                                        | Oficer Hanna          |                                     |
| 2003 | Piętno                                       | Nelson Primus         |                                     |
| 2004 | Spartan                                      | Miller                |                                     |
| 2004 | W rękach wroga                               | Teddy Goodman         |                                     |
| 2004 | W doborowym towarzystwie                     | Mark Steckle          |                                     |
| 2006 | Kiedy dzwoni nieznajomy                      | Ben Johnson           |                                     |
| 2006 | Skradziony notes                             | wydawca               |                                     |
| 2006 | Hoot                                         | Chuck Muckle          |                                     |
| 2007 | W świecie kobiet                             | Nelson Hardwicke      |                                     |
| 2007 | The Air I Breathe                            | Henry                 |                                     |
| 2008 | Udław się                                    | Lord High Charlie     | także scenarzysta i reżyser         |
| 2008 | Iron Man                                     | Phil Coulson          |                                     |
| 2009 | 500 dni miłości                              | Vance                 |                                     |
| 2010 | Iron Man 2                                   | Phil Coulson          |                                     |
| 2011 | Thor                                         | Phil Coulson          |                                     |
| 2011 | Pan Popper i jego pingwiny                   | Nat Jones             |                                     |
| 2011 | Konsultant                                   | Phil Coulson          | krótkometrażowy                     |
| 2011 | Ciekawa rzecz spotkała nas przy młocie Thora | Phil Coulson          | krótkometrażowy                     |
| 2012 | Avengers                                     | Phil Coulson          | nagroda Saturn za rolę drugoplanową |
| 2012 | Much Ado About Nothing                       | Leonato               |                                     |
| 2012 | Light Years                                  | pan Markovic          |                                     |
| 2013 | Do zaliczenia                                | sędzia Klark          |                                     |
| 2013 | Labor Day                                    | Gerald                |                                     |
| 2013 | Trust Me                                     | Howard                | także scenarzysta i reżyser         |
| 2014 | Very Good Girls                              | Edward Berger         |                                     |
| 2019 | Kapitan Marvel                               | Phil Coulson          |                                     |
| 2020 | Run Sweetheart Run                           | James R. Fuller       |                                     |
| 2021 | Moxie                                        | John                  |                                     |

### Telewizja
| Rok       | Tytuł                                | Rola                                  | Uwagi                                                          |
| --------- | ------------------------------------ | ------------------------------------- | -------------------------------------------------------------- |
| 1988      | Lip Service                          | inspicjent                            | film telewizyjny                                               |
| 1991      | Prawo i porządek                     | Patrick Dunne                         | odcinek Life Choice                                            |
| 1991      | Rozdanie Shannona                    |                                       | odcinek Strangers in the Night                                 |
| 1991      | A Woman Named Jackie                 | Ken O’Donnell                         | mini-seria                                                     |
| 1993      | Kroniki młodego Indiany Jonesa       | Dickinson                             | odcinek Princeton, February 1916                               |
| 1994      | The George Carlin Show               | ojciec                                | odcinek George Does A Bad Thing                                |
| 1995      | Tyson                                | Kevin Rooney                          | film telewizyjny                                               |
| 1995      | The Commish                          | Tom Cannon                            | 2 odcinki Off Broadway: Part 1, Off Broadway: Part 2           |
| 1995      | Central Park West                    |                                       | odcinek Behind Your Back                                       |
| 1996      | Dotyk anioła                         | Don Dudey                             | odcinek Lost and Found                                         |
| 2000      | Sports Night                         | Obcy                                  | 2 odcinki La Forza Del Destino, Quo Vadimus                    |
| 2000      | Seks w wielkim mieście               | Harris Bragen                         | odcinek Don't Ask, Don't Tell                                  |
| 2000      | Kancelaria adwokacka                 | brat Julie McGrath                    | odcinek Brother’s Keepers                                      |
| 2001      | Prezydencki poker                    | Michael Casper                        | 8 odc.                                                         |
| 2002      | My Sister’s Keeper                   | Harvey                                | film telewizyjny                                               |
| 2002      | Live from Baghdad                    | Eason Jordan                          | film telewizyjny                                               |
| 2003      | Will & Grace                         | Cam                                   | odcinek May Divorce Be with You                                |
| 2004      | The Shield: Świat glin               | William Faulks                        | 2 odcinki What Power Is..., Strays                             |
| 2005      | CSI: Kryminalne zagadki Nowego Jorku | D.A. Allen McShane                    | odcinek The Fall                                               |
| 2006      | The Road to Christmas                | Tom Pullman                           | film telewizyjny                                               |
| 2006–2010 | Nowe przygody starej Christine       | Richard Campbell                      | główna obsada 88 odc.                                          |
| 2012–2017 | Mega Spider-Man                      | Phil Coulson                          | główna obsada dubbing                                          |
| 2013–2020 | Agenci T.A.R.C.Z.Y.                  | Phil Coulson i Sarge                  | główna obsada                                                  |
| 2013      | Comedy Bang! Bang!                   | on sam                                | odcinek Clark Gregg Wears a Navy Blazer & White Collared Shirt |
| 2016      | Agenci T.A.R.C.Z.Y.: Slingshot       | Phil Coulson                          | główna obsada                                                  |
| 2021      | A gdyby…?                            | Phil Coulson                          | dubbing                                                        |
| 2025      | Pamiętniki Mordbota                  | Arletty (grający porucznika Kulleruu) | rola                                                           |